# Кошари (Одеський район)
Коша́ри — село в Україні, в Южненської міської громади Одеського району Одеської області в Україні. Населення становить 161 осіб.

## Населення
Згідно з переписом УРСР 1989 року чисельність наявного населення села становила 212 осіб, з яких 98 чоловіків та 114 жінок.
За переписом населення України 2001 року в селі мешкала 161 особа.

### Мова
Розподіл населення за рідною мовою за даними перепису 2001 року:
| Мова       | Відсоток |
| ---------- | -------- |
| українська | 94,41 %  |
| російська  | 5,59 %   |